# 温泉新区
温泉新区是中华人民共和国湖北省荆门市京山市下辖的一个乡级行政区。2012年开始筹建，荆门市人民政府于同年5月批准成立。由原种场、新市镇部分辖区和原种场生活区组成。8月，湖北省人民政府发展战略规划办公室批准为“两型”社会建设实验区。
新区面积36平方公里，规划控制区60平方公里。东起京山温泉旅游区，西至惠亭湖国家湿地公园，南接空山洞风景区，北连京山市老城区和经济开发区。行政机关——温泉新区管委会为京山市人民政府的派出机构，位于京山市温泉路。

## 行政区划
2017年时，温泉新区共计7个行政村1场1社区，有34个村（居）民小组。人口共计5816户、19088人。下辖以下地区：
原种场生活区。

## 备注
1. ↑  即汤堰村和舒家台村。根据国家统计局网站数据。2011年时，原种场下辖两个行政村——桂花台社区、任畈社区、莲山村、城山村、窑山村、高潮村、五四村、水峡口村、赵家畈村、文峰村、汤堰村、舒家台村和月堰湾社区。行政区代码为420821198[3]。
2. ↑  即任畈社区、赵家畈村、文峰村、窑山村、城山村、莲山村。
3. ↑  原文称京山县人民政府，2018年时，由于京山县已改称京山市，故改称京山市人民政府。